# Don Iwerks
Donald Warren Iwerks ( /ˈ aɪ w ɜːr k s / ; né le 24 juillet 1929)  est un ancien responsable de Disney et cofondateur d'Iwerks Entertainment avec son collègue Stan Kinsey. Il est le fils de l'animateur Ub Iwerks et le père du producteur de films documentaires nommé aux Oscars Leslie Iwerks. Ub Iwerks était le partenaire de longue date de Walt Disney ainsi que le co-créateur de Mickey Mouse et d'Oswald le lapin chanceux.

## Biographie
En 1950, Don Iwerks rejoint les studios Disney en tant que technicien dans le service atelier.
En 1954, il travaille comme technicien caméra sur le film Vingt Mille Lieues sous les mers (1954), avec Kirk Douglas et Peter Lorre. Ensuite, il rejoint le service de développement technologique du studio durant 30 ans prenant par à des innovations cinématographiques pour la société Disney. Parmi ses contributions notables ont peu noter le système Circle-Vision 360°, une caméra à 360 degrés avec le film America the Beautiful, et le développement du processus de création de plans d'action en direct transparents avec des arrière-plans animés ou le Automatic Camera Effects Systems (A.C.E.S.). L'équipe chargée du développement du A.C.E.S. comprend Art Cruickshank, Eustace Lycett, Bob Otto,Don Iwerks et deux personnes du services informatiques de WED Entreprises David Inglish et David Snyder.
En 1985, après près de 35 ans chez Disney, Iwerks décide de partir pour former sa propre société nommée appelée Iwerks Entertainment. Cette société s'est spécialisée dans le développement de films spéciaux, de salles spéciales et de cinéma en réalité virtuelle,.
En 2019, Iwerks a publié un livre intitulé Walt Disney's Ultimate Inventor sur son père Ub Iwerks, sa carrière et sa relation avec Walt Disney.

## Récompenses
En 1980, l'équipe chargée du système A.C.E.S. pour le film Le Trou noir (1979), dont Iwerks faisait partie, a été proposée pour un obtenir un Oscar technique
Le 23 mars 1998, lors de la 70e cérémonie des Oscars, Iwerks a reçu un Oscar, le prix Gordon E. Sawyer, décerné chaque année par l'Académie des arts et des sciences du cinéma à "une personne de l'industrie cinématographique dont les contributions technologiques ont fait honneur à l'industrie",.
Le 21 mars 1999, lors de la 71e cérémonie des Oscars, un Oscar de la réalisation scientifique et technique a été décerné à Iwerks Entertainment pour une innovation appelée le système de projection Iwerks 8/70 Linear Loop.
En 2009, Iwerks a été intronisé par Robert A. Iger et Roy E. Disney en tant que Disney Legends, l'honorant en tant qu'individu dont "l'imagination, les talents et les rêves ont créé la magie Disney".